# Spilinga
Spilinga  község (comune) Olaszország Calabria régiójában, Vibo Valentia megyében.

## Fekvése
A megye nyugati részén fekszik. Határai: Drapia, Joppolo, Limbadi, Nicotera, Ricadi, Rombiolo és Zungri.

## Története
A település alapítására vonatkozóan nincsenek pontos adatok. Évszázadokig egy Tropeához tartozó kis falu volt. Régi épületeinek nagy része az 1783-as calabriai földrengésben elpusztult. A 19. század elején vált önálló községgé, amikor a Nápolyi Királyságban felszámolták a feudalizmust.

## Népessége
A népesség számának alakulása:

## Főbb látnivalói
- San Giovanni Battista-templom
- Madonna delle Fonti-barlang